# Conseil supérieur de la construction et de l'efficacité énergétique
Le Conseil supérieur de la construction et de l’efficacité énergétique (CSCEE), institué par la Loi relative à la transition énergétique pour la croissance verte, a pour finalité la modernisation de la concertation au sein du secteur de la construction. Le Conseil est  placé auprès du ministre chargé de la construction. Il est composé de parlementaires, de représentants des collectivités locales, de professionnels de la construction et de l’efficacité énergétique, d'associations et de personnalités qualifiées. Il est consulté sur les textes relatifs à la construction et à l'efficacité énergétique.

## Historique
Dans un rapport de février 2014, Nadia Bouyer, conseillère à la Cour des comptes, remet à Cécile Duflot, ministre de l’Égalité des territoires et du Logement, un rapport intitulé Objectifs 500 000. Simplifier la réglementation et l’élaboration des normes de construction et de rénovation dans lequel elle propose  de « mettre en place une instance de validation économique des lois et règlements impactant le domaine de la construction et de l’aménagement... Cette commission de consultation des acteurs de la construction, constituée des fédérations de professionnels... aura pour rôle d’avoir une vision globale des orientations des réglementations du secteur de la construction... ».  À la suite de ce rapport, le gouvernement envisage  de créer, au 1er octobre 2014 et par voie réglementaire, un Conseil supérieur de la construction. Mais, lors du débat parlementaire de la loi relative à la transition énergétique pour la croissance verte, Jean-Yves Le Déaut introduit par amendement la création du Conseil supérieur. Le Sénat approuve et le texte est adopté. Le Conseil supérieur de la construction et de l'efficacité énergétique résulte ainsi de la loi du 17 août 2015 relative à la transition énergétique pour la croissance verte. La loi précise que la nouvelle entité a pour mission de conseiller les pouvoirs publics et de formuler un avis sur l'ensemble des projets de textes législatifs ou réglementaires qui concernent le domaine de la construction. La loi est complétée par un décret du 27 novembre 2015 relatif à la gouvernance. Depuis le 1er juillet 2021, le CSCEE est régi par la section 2 du chapitre Ier du titre II du livre Ier du Code de la construction et de l'habitation. 

## Missions
Le Conseil supérieur est consulté sur les textes législatifs ou réglementaires portant sur la réglementation technique et les exigences applicables aux bâtiments, notamment celles concernant leur performance énergétique et environnementale  et ceux applicables  aux travailleurs dans le secteur de la construction. Lui sont soumis les textes relatifs à la prévention des désordres dans le secteur de la construction, à la maîtrise des coûts, à la maîtrise d’ouvrage publique, à la commande publique et les relations contractuelles dans le domaine de la construction, à l’activité et l’emploi dans le secteur du bâtiment,   sur l’évolution des métiers, et enfin sur la recherche et l'innovation.

## Composition et gouvernance

### Composition du conseil
Le CSCEE se compose de cinq collèges, : celui des parlementaires composé  d’un sénateur et d’un député ; celui des collectivités locales dont  un élu de l’Association des maires de France et un élu de l’Association des collectivités de France ; le collège des professionnels composé de 16 personnes représentants les entreprises du logement et de la construction, les architectes, les assurances ; le collège des associations est composé de deux représentants des associations de consommateurs  et de deux représentants des associations de défense de l’environnement ; enfin  le collège des personnalités qualifiées comprend 6 membres.

### Bureau et présidence
Le Conseil supérieur  comprend un bureau, président, vice-président, six membres élus par les membres du conseil et secrétaire général chargé d'organiser les travaux, le secrétariat du Conseil supérieur étant assuré par la direction générale de l’aménagement, du logement et de la nature. 
Thierry Repentin est désigné, le 3 octobre 2017, président du Conseil. Un arrêté du 30 septembre 2018 confirme cette nomination et nomme les autres membres du Conseil.

## Rapports et avis émis
Le CSCEE peut faire précéder ses avis d'une large concertation avec la profession. Il en est ainsi, en 2017-2018, du plan rénovation énergétique des bâtiments.
Avis sur la mise en place en 2020 de la Réglementation environnementale
Avis du 25 juin 2019 sur la loi anti-gaspillage pour une économie circulaire
Avis du 16 avril 2019 sur la détermination individuelle de la quantité de chaleur, de froid et d’eau chaude sanitaire consommée, à la répartition des frais de chauffage, de refroidissement.
Avis du 19 mars 2019 relatif à la protection contre l’incendie des bâtiments d’habitation.
Rapport de décembre 2017 (commun avec Régions de France) Michel Pitron  Benoît Faucheux, Le service public de la performance énergétique de l’habitat : analyse et propositions